# Deutsches Adelsblatt
Das Deutsche Adelsblatt erscheint seit 1883 bis heute als Organ der deutschen Adelsverbände. Das heute monatlich herauskommende Blatt hat etwa 3500 Abonnenten. Unterbrochen wurde sein Erscheinen nur durch den Zweiten Weltkrieg. Sein Ziel ist, den Zusammenhalt des Deutschen Adels zu fördern und die Aktivitäten der Adelsverbände und der Familienverbände auch überregional bekannt zu machen.

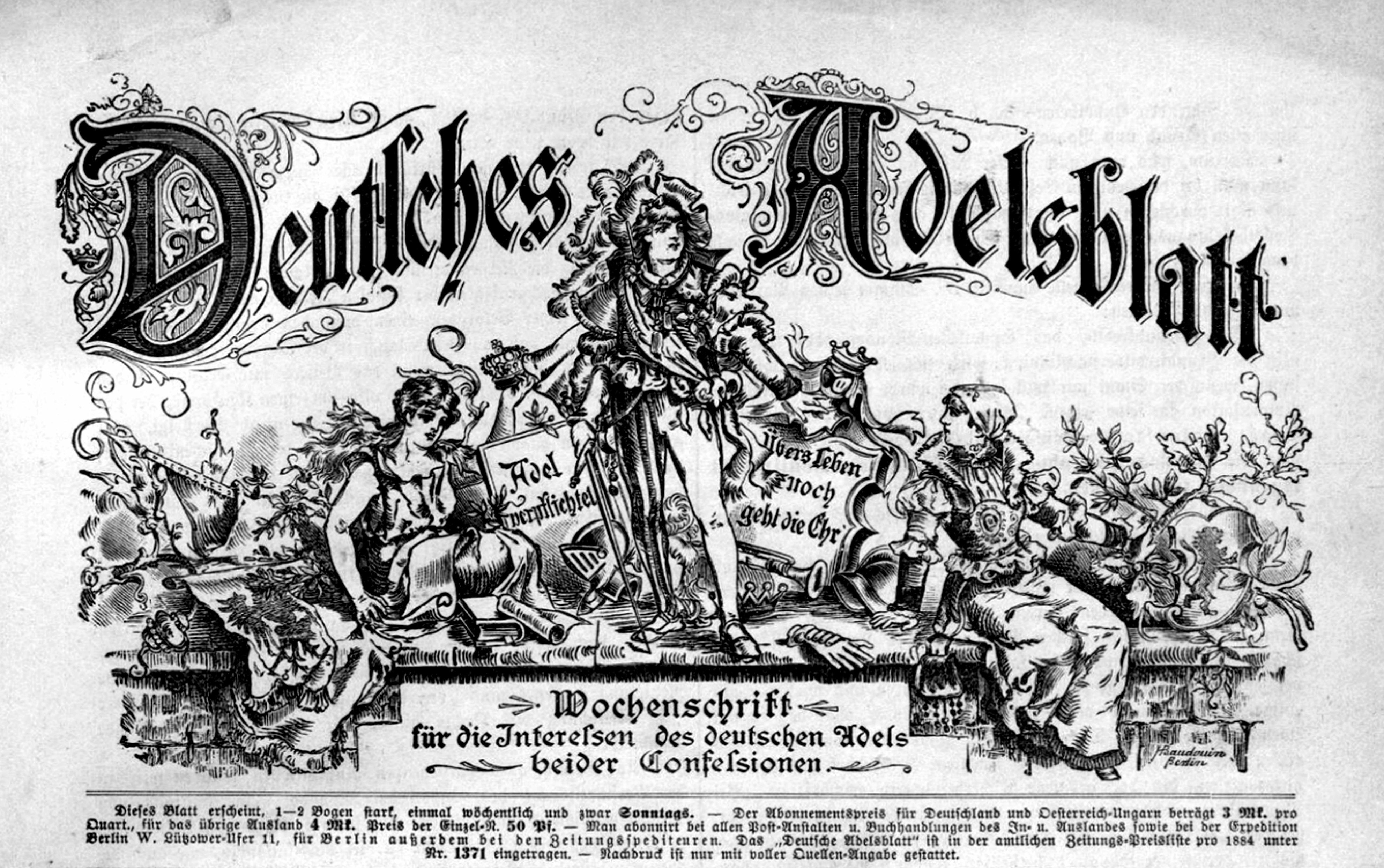
Deutsches Adelsblatt anno 1885

## Geschichte
Das Adelsblatt erschien anfangs im Berliner Carl Heymanns Verlag, von Januar 1922 an beim Wirtschaftsbund für den Deutschen Adel GmbH und ab dem 11. Juli 1923 im neu gegründeten Verlag Deutsches Adelsblatt Graf Wilhelm v. Schlieffen in Berlin. Die Auflage des Adelsblattes betrug 1930 insgesamt 14.500 Exemplare, fiel dann bis 1935 auf 10.000. 1934 forderte der Schriftleiter Walter von Bogen und Schönstedt analog zur Praxis der SS Sippenwarte zur Überwachung der Fortpflanzung des deutschen Adels. 1944 fiel das Adelsblatt der letzten der drei großen, kriegsbedingten Stilllegungswellen deutscher Zeitungen und Zeitschriften zum Opfer und stellte sein Erscheinen ein.
1945 waren mit der Flucht und Vertreibung und dem gewaltsamen Tod von etwa 10.000 Angehörigen des deutschen Adels auch die Aktivitäten der Deutschen Adelsgenossenschaft erloschen. In dieser Situation gründeten Jürgen von Flotow und Hans Friedrich von Ehrenkrook auf Schloss Wrisbergholzen, Ehrenkrooks damaliger Wohnsitz, das Deutsche Adelsarchiv. Bereits im Oktober 1945 brachten sie die Flüchtlingsliste Nr. 1 heraus, deren Zweck die Zusammenführung der aus dem Osten vertriebenen Adelsfamilien war. Im Juni 1948 erscheint die letzte der Ausgaben unter diesem Titel, in denen nicht nur neue Anschriften, sondern auch Verlobungen, Vermählungen, Geburten und Todesfälle veröffentlicht wurden.
Von August 1948 an erschien das erste Heft unter dem Namen Deutsches Adelsarchiv. 1961 wurde der alte Name Deutsches Adelsblatt von den Erben des Schlieffen-Verlages übernommen. Nach dem Ausscheiden der Erben des verstorbenen Hans Friedrich von Ehrenkrook wurde die Verlag Deutsches Adelsblatt GmbH gegründet. Geschäftsführerin dieser GmbH und Herausgeberin des Adelsblattes ist, nach dem Tode ihrer Mutter Amélie von Flotow, Christina von Flotow. Seit 2011 erscheint das Deutsche Adelsblatt in einer neuen modernen Aufmachung.
Innerhalb des sich noch als Stand verstehenden deutschen Adels, dessen Privilegien 1919 verfassungsrechtlich abgeschafft wurden, ist das Deutsche Adelsblatt das führende meinungsbildende Periodikum, unter anderem zu rechtlichen Fragen (Namensrecht, Wappenrecht, Erbrecht).
Besonders beliebt sind die Familienanzeigen, die über Geburten, Hochzeiten und Todesfälle in adligen Familien unterrichten.